# Vlag van Horebeke
De vlag van Horebeke werd door de gemeenteraad op 19 november 1985 officieel vastgesteld als de gemeentelijke vlag van de Oost-Vlaamse gemeente Horebeke. Op 10 maart 1986 werd hij door het Bestuur van Vlaanderen bevestigd en uiteindelijk gepubliceerd op 8 juli 1986 in het officiële Belgisch Staatsblad.
Officieel wordt de vlag beschreven als:
Geel met een groene geleliede en tegengeleliede dubbele binnenzoom en een rode keper over alles heen.
De vlag is volledig gebaseerd op het gemeentewapen en ziet er dus helemaal hetzelfde uit.

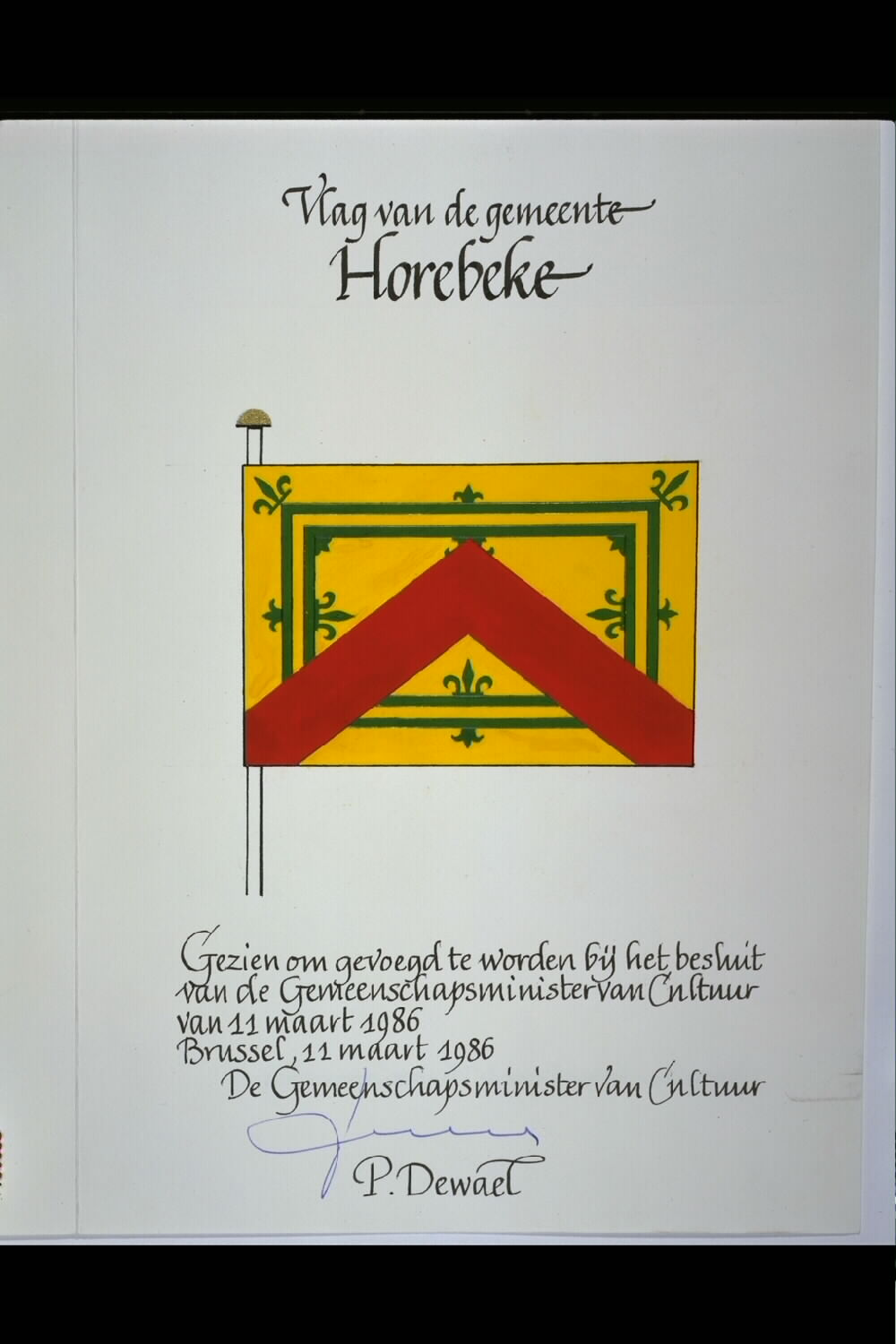
Ontwerp vlag getekend door Patrick Dewael